# فرانك ألبرت يونغ
فرانك ألبرت يونغ (بالإنجليزية: Frank Albert Young)‏ هو عسكري أمريكي، ولد في 22 يونيو 1876 في ميلواكي في الولايات المتحدة، وتوفي في 3 أبريل 1941.